# Calau collrogenc
El calau collrogenc (Aceros nipalensis) és una espècie d'ocell de la família dels buceròtids (Bucerotidae) que habita la zona indomalaia. Avui és considerat l'única espècie del gènere Aceros Hodgson, 1844.

## Morfologia
- És un gran ocell amb una llargària de 120 cm.
- Gran bec de color groc pàl·lid amb 5 - 8 ratlles negres en la mandíbula superior. Pell nua de color blau al voltant de l'ull. Iris vermell.
- El mascle té les ales i dors negre, mentre el cap, coll i parts inferiors són de color rogenc. La femella és de color general negre. Ambdós sexes tenen la cua negra amb la punta blanca.

## Hàbitat i distribució
Habita els boscos des dels turons de l'Himàlaia al nord-est de l'Índia, a través de Myanmar i l'oest de Tailàndia fins al sud-oest de la Xina, i nord de Laos i del Vietnam.